# Arrium
Arrium – australijska spółka akcyjna zajmująca się wydobyciem i przetwarzaniem rudy żelaza, zwłaszcza produkcją stali i pochodnych wyrobów. Jest notowana na Australian Securities Exchange, gdzie wchodzi w skład indeksu największych spółek, S&P/ASX 50. Firma powstała w roku 2000, kiedy w wyniku procesu restrukturyzacji giganta wydobywczego BHP (w ramach przygotowań do fuzji z brytyjską firmą Billiton, dzięki czemu powstał koncern BHP Billiton) wyłączono z niego działy górnictwa żelaza i hutnictwa stali.
Firma zatrudnia ok. 11 tysięcy osób w ponad 300 lokalizacjach, z których ogromna większość znajduje się na terytorium Australii lub Nowej Zelandii. 